# Coppa del Brasile 2017 (pallavolo femminile)
La Coppa del Brasile 2017 si è svolta dal 16 al 28 gennaio 2017: al torneo hanno partecipato 8 squadre di club brasiliane e la vittoria finale è andata per la terza volta, la seconda consecutiva, al Rio de Janeiro.

## Regolamento

### Formula
Le squadre hanno disputato quarti di finale in gara unica, accoppiate col metodo della serpentina e in casa delle quattro formazioni meglio classificate al termine del girone di andata di Superliga Série A 2016-17; le formazioni vincenti hanno poi disputato una final-4, con semifinali e finale in gara unica.

### Criteri di classifica
Se il risultato finale è stato di 3-0 o 3-1 sono stati assegnati 3 punti alla squadra vincente e 0 a quella sconfitta, se il risultato finale è stato di 3-2 sono stati assegnati 2 punti alla squadra vincente e 1 a quella sconfitta.
Per determinare la classifica dalla 5ª all'8ª posizione e dalla 3ª alla 4ª posizione, si tiene conto del numero di punti ottenuto rispettivamente dalle quattro formazioni eliminate ai quarti di finale e dalle due formazioni eliminate nelle semifinali durante la fase di qualificazione (i quarti di finale). In caso di parità, l'ordine del posizionamento in classifica è stato definito in base all'indice tecnico, i cui criteri sono:
- Punti;
- Ratio dei set vinti/persi;
- Ratio dei punti realizzati/subiti.
- Scontro diretto;
- Sorteggio[1].

In caso di walkover, la formazione qualificata al turno successivo è considerata vincitrice per 3-0 (25-0, 25-0, 25-0).

## Squadre partecipanti
| Squadra        | Qualificazione                                      |
| -------------- | --------------------------------------------------- |
| Bauru          | 4ª al girone di andata di Superliga Série A 2016-17 |
| Brasília       | 3ª al girone di andata di Superliga Série A 2016-17 |
| Fluminense     | 8ª al girone di andata di Superliga Série A 2016-17 |
| Minas          | 6ª al girone di andata di Superliga Série A 2016-17 |
| Osasco         | 2ª al girone di andata di Superliga Série A 2016-17 |
| Pinheiros      | 7ª al girone di andata di Superliga Série A 2016-17 |
| Praia Clube    | 5ª al girone di andata di Superliga Série A 2016-17 |
| Rio de Janeiro | 1ª al girone di andata di Superliga Série A 2016-17 |

## Torneo

### Tabellone
|  | Quarti | Quarti         | Quarti |  |   | Semifinali     | Semifinali  | Semifinali |  |   | Finale         | Finale | Finale |
|  |        |                |        |  |   |                |             |            |  |   |                |        |        |
|  | 1      | Rio de Janeiro | 3      |  |   |                |             |            |  |   |                |        |        |
|  | 1      | Rio de Janeiro | 3      |  |   |                |             |            |  |   |                |        |        |
|  | 8      | Fluminense     | 0      |  |   |                |             |            |  |   |                |        |        |
|  | 8      | Fluminense     | 0      |  | 1 | Rio de Janeiro | 3           |            |  |   |                |        |        |
|  |        |                |        |  | 1 | Rio de Janeiro | 3           |            |  |   |                |        |        |
|  |        |                |        |  |   | 5              | Praia Clube | 1          |  |   |                |        |        |
|  | 4      | Bauru          | 0      |  |   | 5              | Praia Clube | 1          |  |   |                |        |        |
|  | 4      | Bauru          | 0      |  |   |                |             |            |  |   |                |        |        |
|  | 5      | Praia Clube    | 3      |  |   |                |             |            |  |   |                |        |        |
|  | 5      | Praia Clube    | 3      |  |   |                |             |            |  | 1 | Rio de Janeiro | 3      |        |
|  |        |                |        |  |   |                |             |            |  | 1 | Rio de Janeiro | 3      |        |
|  |        |                |        |  |   |                |             |            |  |   | 6              | Minas  | 0      |
|  | 2      | Osasco         | 3      |  |   |                |             |            |  |   | 6              | Minas  | 0      |
|  | 2      | Osasco         | 3      |  |   |                |             |            |  |   |                |        |        |
|  | 7      | Pinheiros      | 2      |  |   |                |             |            |  |   |                |        |        |
|  | 7      | Pinheiros      | 2      |  | 2 | Osasco         | 2           |            |  |   |                |        |        |
|  |        |                |        |  | 2 | Osasco         | 2           |            |  |   |                |        |        |
|  |        |                |        |  |   | 6              | Minas       | 3          |  |   |                |        |        |
|  | 3      | Brasília       | 0      |  |   | 6              | Minas       | 3          |  |   |                |        |        |
|  | 3      | Brasília       | 0      |  |   |                |             |            |  |   |                |        |        |
|  | 6      | Minas          | 3      |  |   |                |             |            |  |   |                |        |        |
|  | 6      | Minas          | 3      |  |   |                |             |            |  |   |                |        |        |

### Risultati

#### Quarti di finale
| 16 gennaio 2017 Ginásio do Tijuca Tênis Clube, Rio de Janeiro Durata: ? - Spettatori: ? | Rio de Janeiro | 3 - 0 | Fluminense  | 25-18, 25-21, 25-17               |
| 17 gennaio 2017 Ginásio Neusa Galetti, Marília Durata: ? - Spettatori: ?                | Bauru          | 0 - 3 | Praia Clube | 20-25, 17-25, 21-25               |
| 17 gennaio 2017 Ginásio José Liberatti, Osasco Durata: ? - Spettatori: ?                | Osasco         | 3 - 2 | Pinheiros   | 28-26, 25-17, 17-25, 21-25, 15-10 |
| 17 gennaio 2017 Ginásio Sesi Taguatinga Norte, Brasilia Durata: ? - Spettatori: ?       | Brasília       | 0 - 3 | Minas       | 21-25, 22-25, 21-25               |

#### Semifinali
| 27 gennaio 2017 Ginásio do Taquaral, Campinas Durata: ? - Spettatori: ? | Rio de Janeiro | 3 - 1 | Praia Clube | 22-25, 25-20, 25-15, 25-15        |
| 27 gennaio 2017 Ginásio do Taquaral, Campinas Durata: ? - Spettatori: ? | Osasco         | 2 - 3 | Minas       | 29-27, 23-25, 29-27, 22-25, 10-15 |

#### Finale
| 28 gennaio 2017 Ginásio do Taquaral, Campinas Durata: ? - Spettatori: ? | Rio de Janeiro | 3 - 0 | Minas | 25-15, 25-20, 25-21 |

## Classifica finale
| Pos | Squadre        |
| --- | -------------- |
| 1   | Rio de Janeiro |
| 2   | Minas          |
| 3   | Praia Clube    |
| 4   | Osasco         |
| 5   | Pinheiros      |
| 6   | Brasília       |
| 7   | Bauru          |
| 8   | Fluminense     |